# Tadeusz Majewski
Tadeusz Ryszard Majewski (Varsavia, 13 dicembre 1926 – Varsavia, 7 maggio 2002) è stato un vescovo vetero-cattolico polacco.

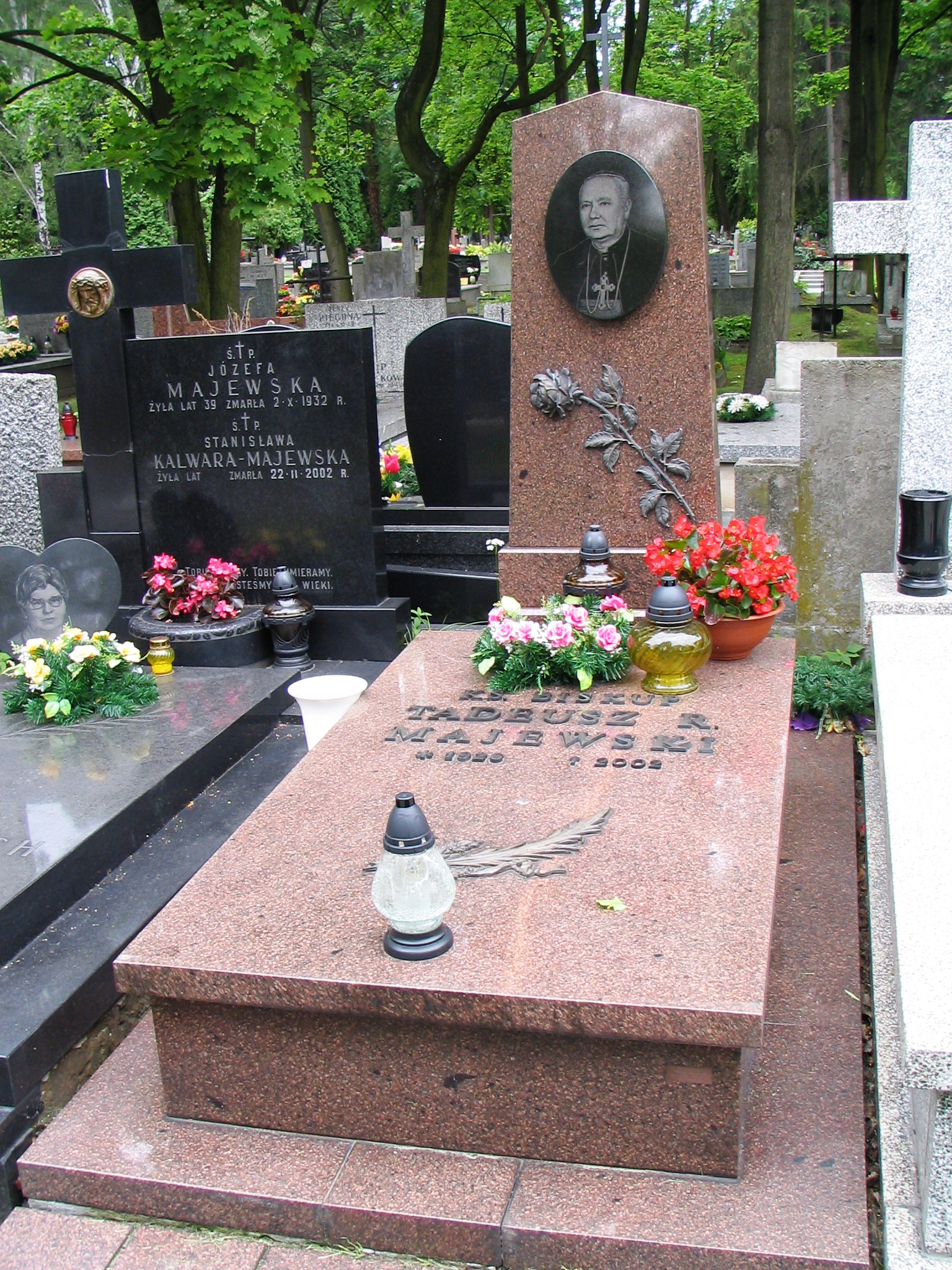
Tomba del vescovo Tadeusz Majewski nel Cimitero Militare di Varsavia

Fu il superiore della Chiesa polacco-cattolica tra il 1975 e il 1995 e ordinario della diocesi di Varsavia tra il 1966 e il 1996.
Fu ordinato presbitero il 19 aprile 1952; il 29 ottobre 1965 divenne vicepresidente del Consiglio della Chiesa polacco-cattolica e il 5 luglio 1966 divenne ordinario della diocesi polacco-cattolica di Varsavia, ricevendo la consacrazione episcopale il 10 luglio 1966 a Bolesław. Il 15 maggio 1975 a Breslavia, Tadeusz Majewski fu eletto superiore della Chiesa polacco-cattolica.
Fu consacratore all'episcopato di Jerzy Szotmiller il 29 luglio 1979, e di Wiesław Skołucki e Zygmunt Koralewski il 27 maggio 1987.
Il 27 giugno 1995 il Sinodo nazionale riunito a Varsavia non lo rielesse a capo della Chiesa; tuttavia egli mantenne l'incarico di ordinario della diocesi di Varsavia fino al pensionamento, avvenuto nel 1996.
Morì nella sua città natale il 7 maggio 2002 all'età di 75 anni.

## Genealogia episcopale
La genealogia episcopale è:
CHIESA CATTOLICA
- Cardinale Scipione Rebiba
- Cardinale Giulio Antonio Santori
- Cardinale Girolamo Bernerio, O.P.
- Arcivescovo Galeazzo Sanvitale
- Cardinale Ludovico Ludovisi
- Cardinale Luigi Caetani
- Vescovo Giovanni Battista Scanaroli
- Cardinale Antonio Barberini iuniore
- Arcivescovo Charles-Maurice le Tellier
- Vescovo Jacques Bénigne Bossuet
- Vescovo Jacques de Goyon de Matignon
- Vescovo Dominique Marie Varlet

CHIESA ROMANO-CATTOLICA OLANDESE DEL CLERO VETERO EPISCOPALE
- Arcivescovo Petrus Johannes Meindaerts
- Vescovo Johannes van Stiphout
- Arcivescovo Walter van Nieuwenhuisen
- Vescovo Adrian Jan Broekman
- Arcivescovo Jan van Rhijn
- Vescovo Gisbert van Jong
- Arcivescovo Willibrord van Os
- Vescovo Jan Bon
- Arcivescovo Johannes van Santen

CHIESA VETERO-CATTOLICA
- Arcivescovo Hermann Heykamp
- Vescovo Gasparus Johannes van Rinkel
- Arcivescovo Gerardus Gul

CHIESA CATTOLICA NAZIONALE POLACCA
- Vescovo Franciszek Hodur
- Vescovo Leon Grochowski

CHIESA POLACCO-CATTOLICA
- Vescovo Tadeusz Majewski